# ستينا ولتر
ستينا مارغريتا أولريكا وولتر (من مواليد 24 مايو 1964 في سولينتونا) هي فنانة سويدية ومقدمة تلفزيونية ومؤلفة. هي ابنة سفين وولتر.
عمل ولترالأساسي هو الفن ولكنها أيضًا تصنع اللوحات وتقدم برامج حوارية في الراديو.  ولتر تقدم البرنامج الإذاعي Söndagarna med Stina Wollter على بي 4 ستوكهولم لإذاعة راديو السويد .  كانت قد قدمت برنامج إذاعي Karlavagnen.  وشاركت في برنامج المسابقات SVT På spåret مع والدها. كما أنها قدمت عزفا موسيقا في عام 2014 ، حيث بدأت فرقة Stina Wollter Band لعزف الموسيقى الريفية. زوجها ميك أولسون يعزف على الجيتار. 
درست ولتر في مدرسة KV Konstskola للفنون في جوتنبرج بين عامي 1980 و 1981 ، و Konstindustriskolan بين عامي 1981 و 1983.  بعد ذلك درست الفنون في Nordiska konstskolan في فنلندا بين عامي 1983 و 1984 ، وبين أواخر عام 1984 وعام 1987 في Gerlesborgsskolan في بوهوسلان . 
تنافست في برنامجة مسابقات رقص المشاهير Let's Dance 2017 الذي يبث على TV4 . 

## فيلموغرافيا
- 1983 - Profitörerna

## روابط خارجية
- الموقع الرسمي نسخة محفوظة 19 نوفمبر 2021 على موقع واي باك مشين.